# Plectris lignicolor
Plectris lignicolor är en skalbaggsart som beskrevs av Blanchard 1850. Plectris lignicolor ingår i släktet Plectris och familjen Melolonthidae. Inga underarter finns listade i Catalogue of Life.